# Itérbio
O itérbio ou yttérbio(em homenagem à cidade de Ytterby, na Suécia) é um elemento químico da tabela periódica que apresenta símbolo Yb e número atômico 70 (70 prótons e 70 elétrons) com massa atómica 173 u.
O itérbio é um elemento metálico prateado e macio. É uma terra rara da série dos lantanídios que é encontrado nos minerais gadolinita, monazita e xenótimo. O itérbio se associa às vezes com o ítrio e outros elementos relacionados, e é usado em alguns aços. O itérbio natural é uma mistura de 7 isótopos estáveis. À temperatura ambiente encontra-se no estado sólido. Existem poucas aplicações para este elemento. Foi descoberto em 1878 por Jean Charles Galissard de Marignac.

## Características principais
O itérbio é um elemento macio, maleável e bastante dúctil que exibe um brilho prateado. É uma terra rara, facilmente atacável e solúvel por ácidos minerais. Reage lentamente com a água, e se oxida no ar.
O itérbio apresenta 3 alótropos, chamados alfa, beta e gama, com pontos de transformação a -13 °C e 795 °C. A forma beta ocorre na temperatura ambiente e apresenta uma estrutura cristalina cúbica de face centrada, por outro lado, a forma gama ocorre em temperaturas elevadas e apresenta uma estrutura cristalina cúbica de corpo centrado.
Normalmente, a forma beta tem uma condutividade elétrica similar a dos metais, porém se comporta como um semicondutor a pressões próximas de 16 000 atm. Sua resistência elétrica se multiplica por dez a 39 000 atm, porém a 40 000 atm cai bruscamente próximo a 10% da sua resistividade à temperatura ambiente.

## Aplicações
Um isótopo do itérbio se tem usado como fonte de radiação alternativa para uma máquina de raios-X portátil quando a eletricidade não estava disponível;
Seu metal pode ser usado para melhorar o refinamento dos grânulos;
A resistência e outras propriedades mecânicas do aço inoxidável;
Algumas ligas metálicas de itérbio são usados em odontologia;
Existem poucas aplicações para este elemento.

## História
O itérbio (de Ytterby, uma cidade da Suécia) foi descoberto pelo químico suíço Jean Charles Galissard de Marignac em 1878. Marignac encontrou um novo componente numa terra então denominada érbia, e o chamou de "iterbia" (por ter sido o componente encontrado na cidade de Ytterby). Ele desconfiava que a itérbia era um composto de um novo elemento que batizou de itérbio que foi, de fato, a primeira terra rara descoberta.
Em 1907, o químico francês Georges Urbain separou a iterbia de Marignac em dois componentes, "neoitérbia" e "lutécia". A neoiterbia era o elemento que passaria mais tarde a chamar-se itérbio, e a lutécia passaria a ser o elemento lutécio. Independentemente, Auer von Welsbach isolou estes elementos da itérbia mais ou menos na mesma época, porém os batizou "aldebaranio" e "casiopeo".
Em 1937, Klemm e Bonner, isolaram o itérbio pela redução do seu tricloreto com potássio.
As propriedades químicas e físicas do itérbio não puderam ser determinadas até 1953, quando se produziu o metal praticamente puro.

## Abundância e obtenção
O itérbio é encontrado com outras terras raras em vários minerais raros. Obtém-se comercialmente com maior frequência a partir da areia monazítica (~0,03% de itérbio). Também é encontrado na euxenita e no xenotime. Normalmente é difícil separar o itérbio de outras terras raras, porém as técnicas de troca iônica e extração por solventes desenvolvidos nos finais do século XX tem simplificado esta separação. Os compostos de itérbio são raros.

## Isótopos
O itérbio aparece na natureza composto de 7 isótopos estáveis: 168Yb, 170Yb, 171Yb, 172Yb, 173Yb, 174Yb, e 176Yb, sendo o 174Yb o mais abundante (31,8% de abundância natural). Se tem caracterizado 22 radioisótopos, sendo os mais estáveis o Yb-169 com uma meia-vida de 32,026 dias, o 175Yb com uma meia-vida de 4,185 dias, e o 166Yb com uma meia-vida de 56,7 horas. O resto dos isótopos radioativos tem meias-vidas inferiores a 2 horas, e a maioria destes com menos de 20 minutos. Este elemento tem também 6 metaestáveis, sendo o mais estável o 169mYb (t½ 46 segundos).
A massa atómica dos isótopos de itérbio variam de 150,955 u (151Yb) a 179,952 u (180Yb). O principal modo de decaimento anterior ao isótopo estável mais abundante, 174Yb, é a captura eletrônica, e o principal modo posterior é a emissão beta. Os produtos de decaimento primários anteriores ao 174Yb são os isótopos do elemento 69 túlio, e os produtos de decaimento primários posteriores são os isótopos do elemento 71 lutécio.

## Precauções
Mesmo sendo o itérbio bastante estável, deve-se de todas as formas armazena-lo em recipientes lacrados para protege-lo do ar e da umidade. Todos os compostos de itérbio devem ser tratados como altamente tóxicos, mesmo que estudos preliminares indiquem que o perigo é limitado. Se sabe que os compostos de itérbio causam irritação a pele e olhos. O pó de itérbio metálico pode incendiar-se e explodir.